# Кавершем (Новая Зеландия)
Кавершем /ˈkævərʃəm/ — один из старых пригородов (районов) города Данидин на острове Южный Новой Зеландии. Он расположен на западном краю центральной городской равнины, в устье крутой долины Кавершем, которая поднимается к седловине Лукаут-Пойнт. Неподалеку пролегают основные автомобильные и железнодорожные пути на юг: через пригород проходит железная дорога Саут-Айленд-Мейн-Транк, а объездная дорога огибает его главную торговую зону, соединяя одностороннюю систему улиц Данидина с автомагистралью Данидин-Саутерн. Пригород связан несколькими автобусными маршрутами с соседними пригородами и центром Данидина.
Пригород был основан богатым первопроходцем Уильямом Генри Валпи и его название отражает связи его семьи с городом Рединг в английском графстве Беркшир. Кавершем быстро рос во время золотой лихорадки в Отаго в 1860-х годах из-за своего расположения на южных путях к внутренним районам Отаго. К концу XIX века Кавершем был сильно индустриализирован, и среди его населения было много квалифицированных и полуквалифицированных ремесленников. Это, в сочетании с сильными протестантскими корнями общины, привело к тому, что политическая позиция района в целом была левой. Ранняя история Кавершема стала предметом проекта Кавершема — крупного исторического и археологического исследования, проводимого Университетом Отаго. Кавершем был отдельным городом до 1904 года, пока не был объединен с городом Данидин . На национальном уровне он является частью электората Тайери.
В настоящее время Кавершем является преимущественно жилым районом с несколькими промышленными помещениями на востоке (в частности, Hillside Railway Workshops ) и торговым районом, сосредоточенным на Саут-роуд и Хилсайд-роуд. Жители, как правило, имеют низкий социально-экономический статус. Среди примечательных зданий Кавершема — внесенный в список объектов культурного наследия особняк Лисберн-хаус и несколько известных церковных зданий. Еще одной достопримечательностью пригорода является военный мемориал, который является главными воротами школы Кавершем, начальной школы пригорода. В Кавершеме также есть школа для детей с особыми потребностями . Ближайшие средние школы находятся в пригороде Сент-Клере, в 1 км к югу.
Кавершем имеет прочные спортивные связи и является местом расположения Карисбрука, который до 2011 года был одним из главных спортивных сооружений Данидина. В этом пригороде базируется футбольный клуб «Саутерн-регби», отсюда и название футбольного клуба «Кавершем» . С Кавершемом связаны несколько известных спортсменов, среди которых игрок в тестовый крикет Кларри Гримметт, а также отец и сын, администраторы регбийных клубов «Олд Вик» и «Янг Вик» Кавана. Среди других известных людей, связанных с Кавершемом, можно отметить политика Томаса Кей Сайди, архитектора Эдмунда Энскомба и геодезиста Джона Тернбулла Томсона.